# Nialus alienus
Nialus alienus är en skalbaggsart som beskrevs av Schmidt 1922. Nialus alienus ingår i släktet Nialus och familjen Aphodiidae. Inga underarter finns listade i Catalogue of Life.